# August Levón
August Alexander Levón, född 14 november 1820 i Brahestad, död 30 augusti 1875 i Vasa, var en finländsk industriman. 

## Biografi
August Levón föddes som son till häradsskrivaren i Salo härad Johan Levón och Brita Christina Ahlberg. Han gick i apotekarlära först i Brahestad, sedan i Vasa, varefter han avlade sin provisorsexamen år 1844.
Levón var först provisor vid apoteket i Vasa, men innehade från 1846 ett eget företag, en kemisk fabrik som tillverkade bland annat blyvitt och ättika. Snart började han också tillverka artificiella mineralvatten som fick god åtgång i Österbotten men också på stadens brunnshus. För att försnabba färgkvarnens arbete beslöt han att 1849 skaffa en ångmaskin som hade så stor kapacitet att han kunde utvidga sin verksamhet med en spannmålskvarn. Den fick namnet Vasa Ångkvarn Ab och var den första ångkvarnen i landet. Den gjorde lysande affärer under Krimkriget då militära myndigheter gjorde stora beställningar av mjöl. Vasa stads brand 1852 avslutade hans första period som industriidkare. Nybyggnaden av Vasa stad på en annan plats gav Levón uppslaget att 1852 anlägga ett tegelbruk vid Sandviken på den nya stadens plats. År 1860 anlade han på samma ställe ett sågverk, som var en av landets första ångsågar. Han ägde under den här tiden också ett boktryckeri som han dock lämnade för tidningsutgivning, först tidningen Ilmarinen och sedan från 1856 Vasabladet.
Det märkligaste av Levóns företag skulle dock bli Vasa Bomulls Aktiebolag. Efter Krimkriget svängde den finska statens näringspolitik så att man ville gynna inhemsk textiltillverkning och tillät tullfri export av bomullsvaror till Ryssland. År 1856 fick Levón privilegium på att i Vasa få anlägga en fabrik för tillverkning och färgning av bomullsgarn och -vävnader. Aktiebolaget bildades år 1857 och man beställde i Manchester alla maskiner som behövdes för fabriken: spinnstolar, spindlar, maskiner för rensning och kardning och ett gasverk. Medan man väntade på maskinparken uppfördes fabriksbyggnaden i tegel och två arbetarbaracker på Brändö norr om staden. År 1859 kunde produktionen sättas igång men produktionen kunde inte möta efterfrågan. Det Amerikanska inbördeskriget medförde en stor brist på bomull i Europa men Levón gav inte upp utan beställde 1867 en uppsättning vävstolar som kunde ställas upp på fabriksvinden och försågs med garn från spinneriet. Till detta kom ett blekeri och ett färgeri. I början av 1870-talet svängde konjunkturerna så att bomullsfabriken blev en stor framgång och verksamheten kunde utvidgas. Vid Levóns bortgång 1875 sysselsatte fabriken över 500 anställda.

## Övrigt
Levón tilldelades kommerseråds titel 1864. 
Skulptören Lauri Leppänen har gjort två byster av Levón. Den ena är uppställd 1949 i stadshusparken i Vasa med anledning av Vasa Ångkvarns 100-årsjubileum. Den andra står sedan år 1956 framför Vasa Bomulls huvudkontor på Brändö för att högtidlighålla bomullsfabrikens 100-årsjubileum.
Bomullsfabriken som Levón lät uppföra på Brändö är i dag säte för en stor del av Vasa universitet.